# Storthyngura triplispinosa
Storthyngura triplispinosa är en kräftdjursart. Storthyngura triplispinosa ingår i släktet Storthyngura och familjen Munnopsidae. Inga underarter finns listade i Catalogue of Life.